# Біг-Бенд Матата (аеродром)
Аеродро́м «Біг-Бенд Матата» (англ. Airport Big Bend Matata) — аеродром Свазіленду, розташований поряд з містечком Біг-Бенд.